# Від Леонард Бернгардович
Леонард Бернгардович Від (за іншими даними — Борисович; рос. Леонард Бернгардович Вид; 9 листопада 1931; Запоріжжя, УРСР) — радянський та російський державний діяч, політик, підприємець, заступник голови Держплану СРСР (1986—1990), перший заступник міністра економіки та прогнозування СРСР (1991), директор Центру економічної кон'юнктури при Уряді РФ (1991—1994). У 1996—2002 — голова правління «Альфа-банку». Кандидат економічних наук.

## Біографія
Народився Леонард Від 9 листопада 1931 року в Запоріжжі, Українська РСР.
У 1955 році закінчив Московський інститут кольорових металів і золота ім. М. І. Калініна.
1955—1963 рр. — гірничий майстер підземної шахти на Норильському гірничо-металургійному комбінаті. З 1963 року по 1977 пройшов шлях від інженера до заступника директора з економічних питань.
У 1980-х роках закінчив Академію народного господарства СРСР.
З 1977 року працював в Держплані СРСР, був начальником підвідділу і відділу, 1986—1990 — заступник, перший заступник голови Держплану СРСР; 1991 — перший заступник міністра економіки та прогнозування СРСР.
Після розпаду СРСР, Леонард Від отримав посаду заступника директора, а потім — директора Центру економічної кон'юнктури при Уряді РФ (1991—1994). З 1994 року — член Міжвідомчої комісії з координації робіт, пов'язаних з виконанням Державної програми переходу на прийняту в міжнародній практиці систему обліку і статистики.
1995—1996 — голова Виконавчого комітету руху «Наш дім — Росія».
5 лютого 1996 року приступив до роботи на посаді Голови правління «Альфа-банку», з 1 серпня 2002 року рішенням Ради директорів Альфа-Банку посаду Голови Правління Альфа-Банку займає Рушан Хвесюк. Леонард Від подав у відставку в зв'язку з віком. За словами Михайла Фрідмана, Леонард Від продовжить працювати в банку на посаді Заступника Голови Ради директорів.

## Нагороди
- Орден «Знак Пошани»

- Орден Дружби народів

- Орден Трудового Червоного Прапора

- Орден Пошани (13 лютого 2002) — за досягнуті трудові успіхи, зміцнення дружби і співпраці між народами та багаторічну сумлінну працю[10][11]

## Висловлювання
Журналіст Леонід Парфьонов у своєму відеоблозі під назвою "Парфенон" пригадав, що у часи Радянського Союзу серед вищого керівництва виробничої сфери було популярним висловлювання "Мы работаем только для Вида".

## Публікації
- Новая философия планирования [Текст] / Л. Б. Вид, Е. А. Иванов. — М. : Экономика, 1990. — 160 с. 19000 экз.. — ISBN 5-282-00996-X.

- Пути ускорения социально-экономического развития / Л. Б. Вид и др.- М. : Экономика, 1987—238 с.